# Erzkanal im Freiberger Nordrevier
Der Erzkanal im Freiberger Nordrevier war ein im 18. Jahrhundert für den Bergbau angelegter Kanal im Tal der Freiberger Mulde in Sachsen. Er umfasste die zwei nacheinander angelegten Abschnitte Halsbrücke–Großschirma und Großschirma–Großvoigtsberg sowie einen unvollendeten Abschnitt zwischen Großvoigtsberg und Obergruna. Auf dem Kanal wurde Erz von den im Verlauf gelegenen Gruben zur Weiterverarbeitung zu der flussaufwärts gelegenen Hütte Halsbrücke transportiert.
In seinem Verlauf befanden sich zwei Kahnhebehäuser, von denen das des ältesten und am längsten in Betrieb befindlichen Abschnitts – dem Churprinzer Bergwerkskanal – als das vermutlich älteste Schiffshebewerk der Welt gilt.
Die Gesamtheit des Kanals – mitsamt Schleusen und Hebewerken – zeigt die im 18. Jahrhundert herausragende Rolle des Bergbaus für die technische Entwicklung überhaupt. Mit seinem Bau konnten gleichzeitig die Teilbereiche Energieversorgung, Wasserhaltung, Erzaufbereitung und Transport optimiert werden, womit er gleichsam Zeugnis eines komplexen Verbesserungsgedankens ist.
Der Erzkanal im Freiberger Nordrevier ist Teil des UNESCO-Welterbes Montanregion Erzgebirge.

## Churprinzer Bergwerkskanal

### Geschichte

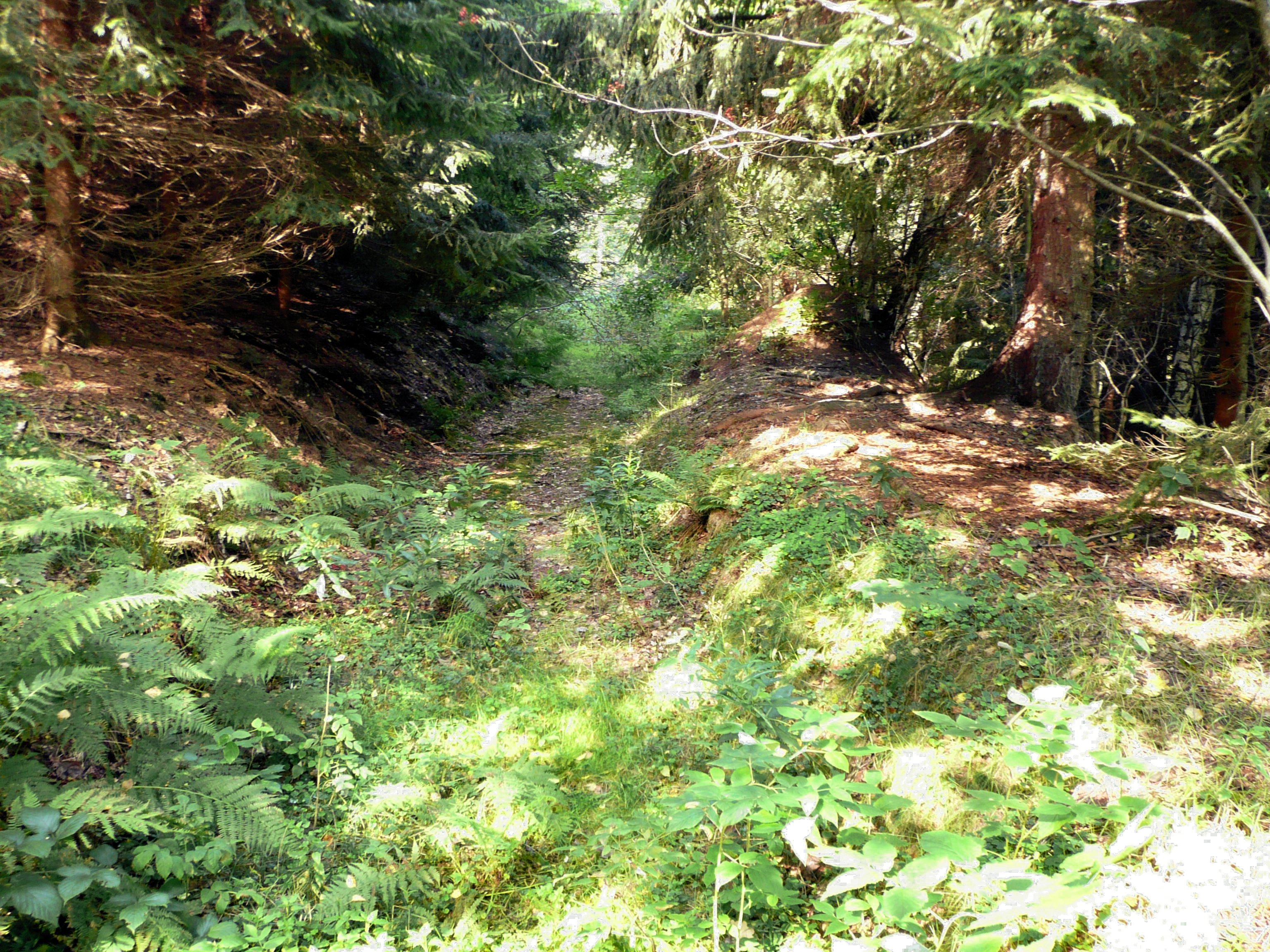
Kanalbett südlich von Großvoigtsberg

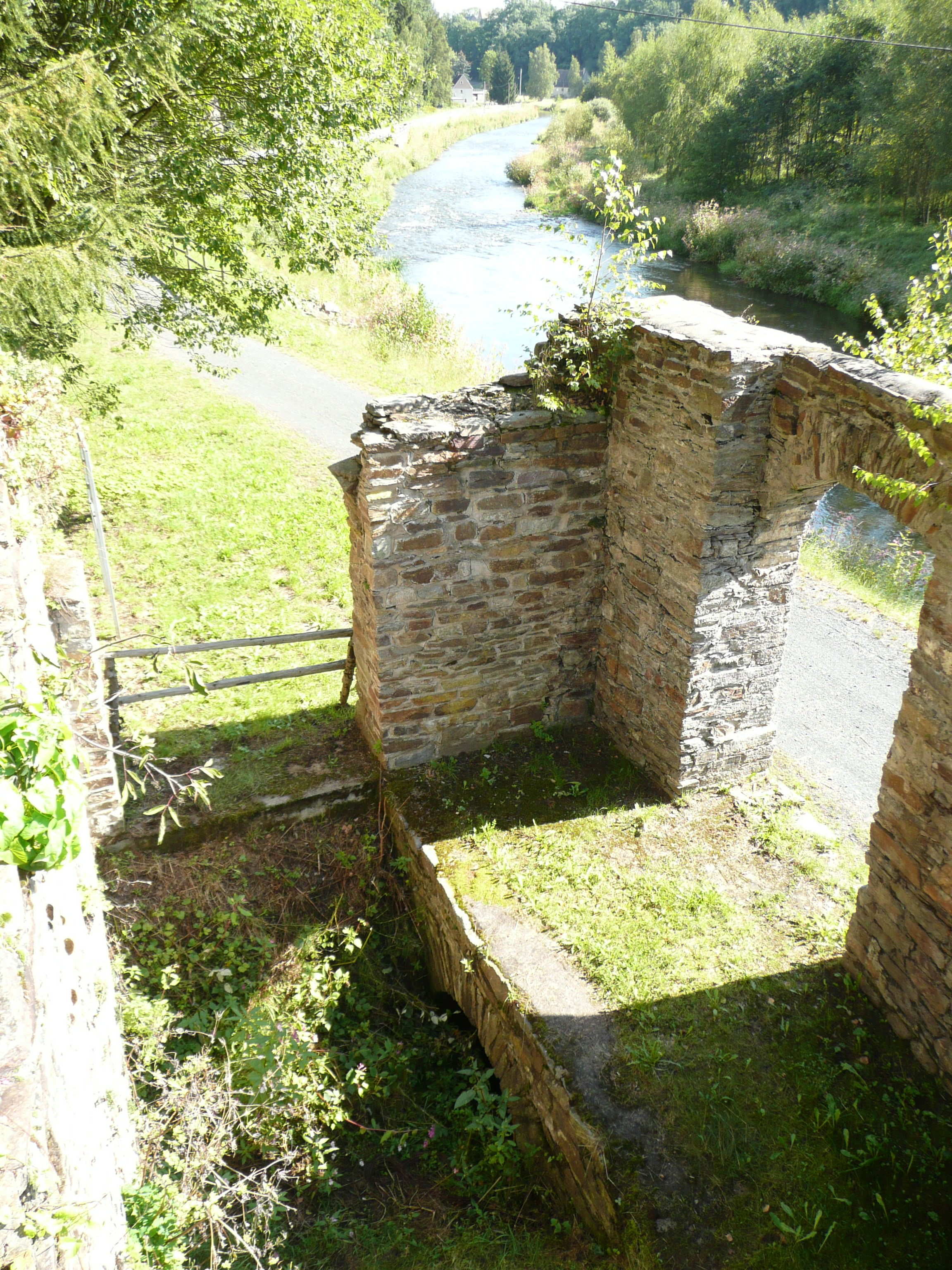
Blick ins Unterwasser des Kahnhebehauses – geplanter Ausgangspunkt für die Verlängerung

#### Vorgeschichte
Die staatliche Grube Churprinz Friedrich August Erbstollen (kurz auch: Churprinz) in Großschirma war eines der reichsten Bergwerke des Freiberger Reviers. Das hier geförderte Erz musste  etwa 5 Kilometer talaufwärts zur Hütte nach Halsbrücke befördert werden, da die Verhüttung im Freiberger Revier dort und in Muldenhütten konzentriert wurde. Der Transport mit Pferdefuhrwerken war jedoch umständlich, zeitraubend und kostenintensiv. Der damalige Freiberger Kunstmeister Johann Friedrich Mende entwickelte zur Effizienzsteigerung des Erztransports die so genannte „Untere Churprinzer Wasserversorgung“, welche den Transport mit Kähnen ermöglichte und gleichzeitig zusätzlich benötigtes Aufschlagwasser für die Grube heranführen konnte.

#### Bau und Betrieb

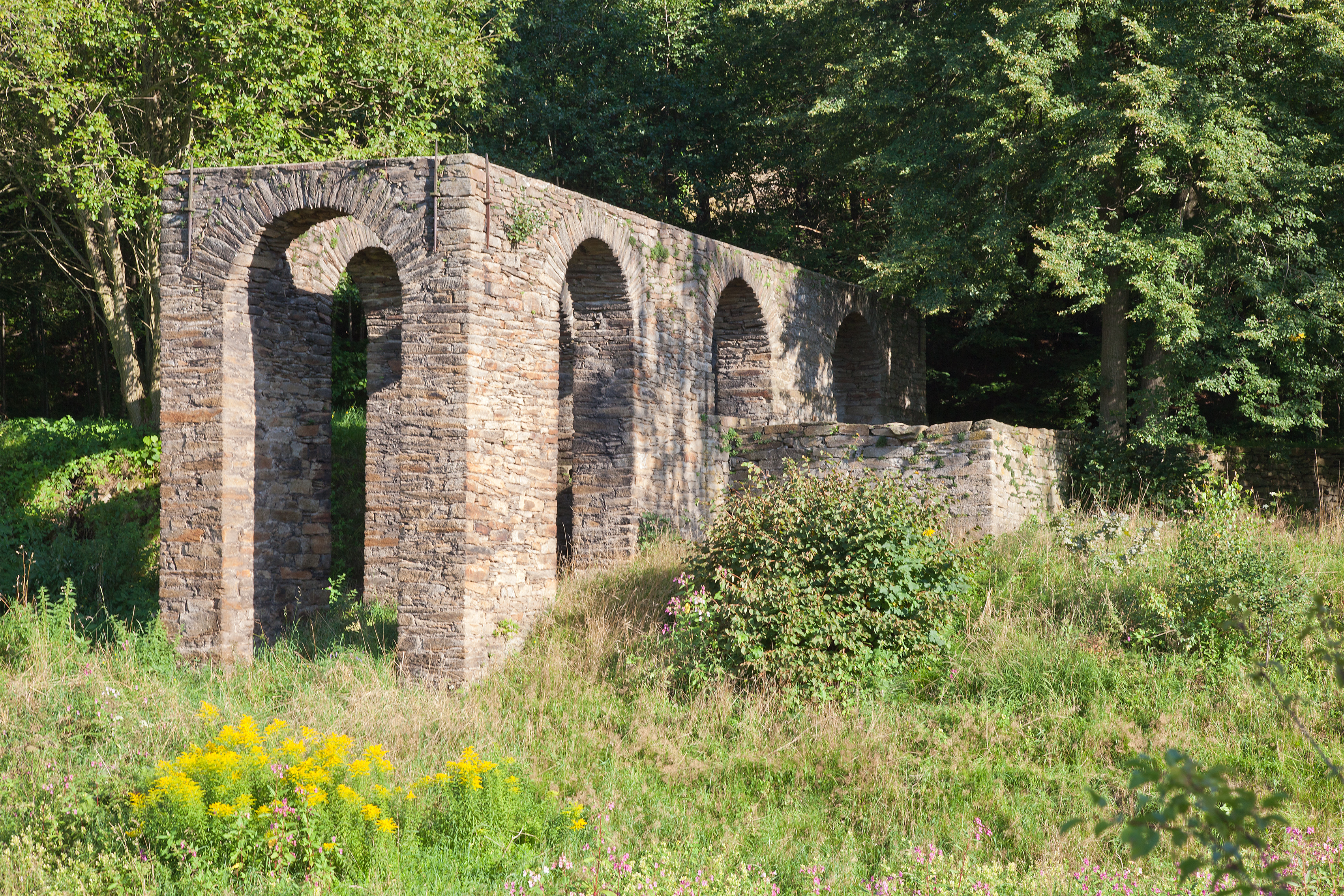
Kahnhebehaus bei Halsbrücke vom Unterwasser gesehen

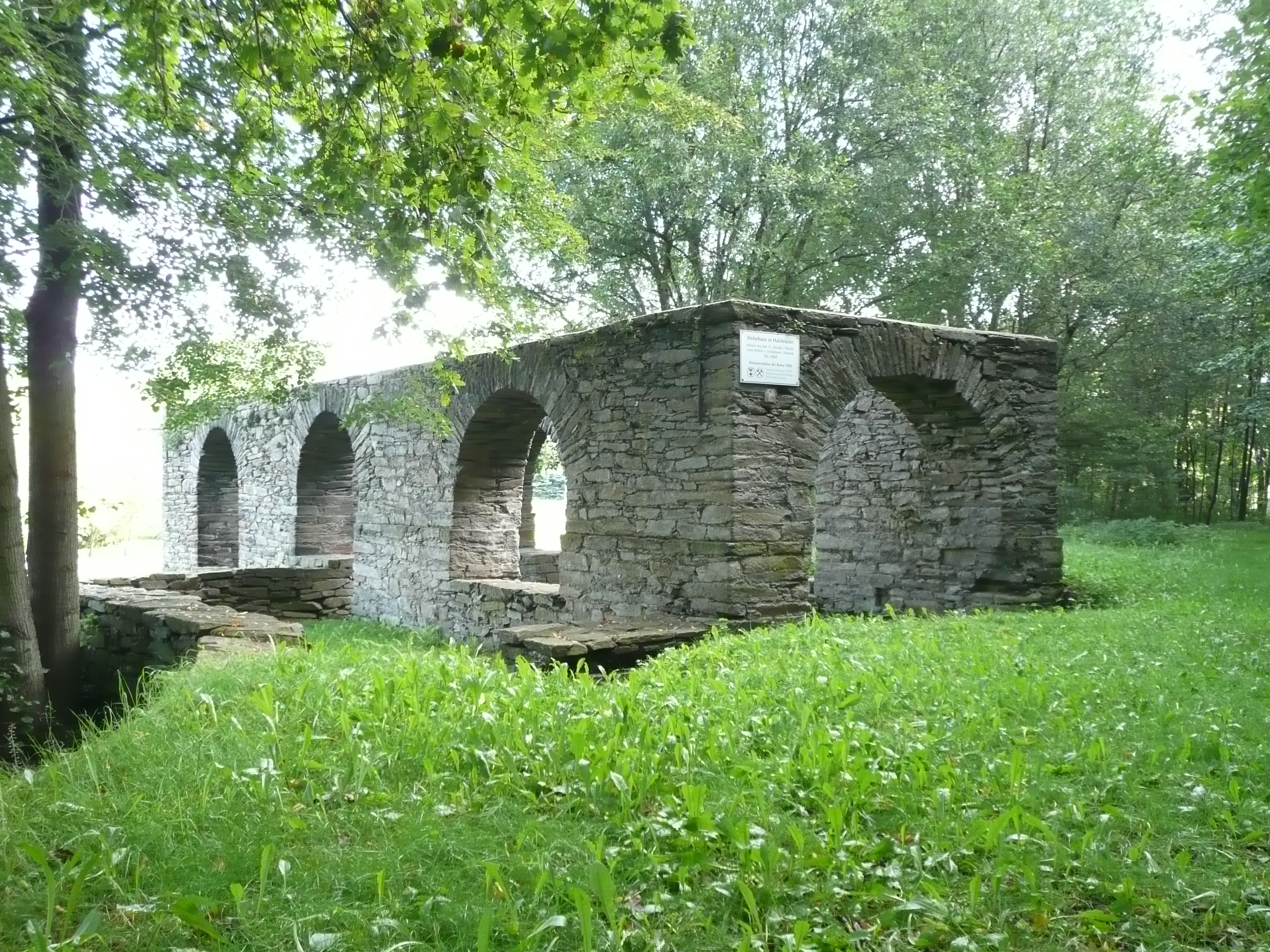
Das Kahnhebehaus bei Halsbrücke vom Oberwasser gesehen

Der Kanal von der Hütte Halsbrücke zur Grube Churprinz wurde in den Jahren 1788–1789 angelegt. 
Das Silberausbringen auf der Grube Churprinz lag bei jährlich etwa 630 kg, ausreichend für rund 24.400 Taler. Allein hier wurden 350 bis 450 Bergleute beschäftigt. Durch die hohe Ausbeute bestand seitens des Oberbergamtes ein berechtigtes Interesse am Kanalbau, so dass es im August 1788 2.000 Taler zum sofortigen Baubeginn bereitstellte.
Der Erztransport wurde fortan durch etwa 8,5 Meter lange, bis 1,6 Meter breite und 0,7 Meter hohe Erzkähne ausgeführt. Diese wurden auf Churprinz mit je 2,5 Tonnen aufbereitetem Erz beladen und von zwei Mann kanalaufwärts getreidelt, wobei ein dritter auf dem Kahn stehend stakte und ihn lenkte. Der Kahntransport bis zur Hütte dauerte anfänglich 6 bis 7 Stunden.
Um eine Last von 2,5 Tonnen per Muskelkraft gegen die Strömung zu treideln, musste die Fließgeschwindigkeit im Kanal entsprechend niedrig sein. Dies ließ sich durch ein sehr geringes Gefälle realisieren. Jedoch übersteigt der Höhenunterschied zwischen Anfangs- und Endpunkt den ohne weiteres über die Lauflänge erreichbaren Unterschied, wodurch ein Hebewerk im Verlauf (⊙) erforderlich wurde. Dieses „Kahnhebehaus“ ging als vermutlich ältestes Schiffshebewerk der Welt in die Technikgeschichte ein. Die Kähne wurden ausgehend vom Unterwasser des Stichkanals aus der Freiberger Mulde mittels fünffacher Flaschenzüge, die an Laufkatzen angehängt wurden, etwa sieben Meter gehoben und anschließend auf das Oberwasser des Kanalabschnittes bis Halsbrücke gesetzt. Das Heben wurde durch sechs Mann – d. h. die Besatzungen zweier Kähne – ausgeführt und dauerte etwa eine Stunde.
Die Pochwerke und Erzwäschen von Churprinz produzierten etwa 12 bis 30 Tonnen Erzkonzentrat wöchentlich, was 6 bis 15 Kahnfuhren entsprach. Zusätzlich transportierten weitere am Kanal und in näherer Umgebung liegende Gruben Erz auf dem Kanal, die für dessen Benutzung etwa drei Viertel des eingesparten Fuhrlohns an die Grube Churprinz als Kanalbetreiber abführen mussten. Diese Einnahmen wurden für Instandhaltungsarbeiten genutzt, reichten jedoch zur Deckung der tatsächlichen Kosten nicht aus.
Im Jahre 1822 ließ der Nachfolger Mendes, der Bergbauingenieur und Maschinendirektor Christian Friedrich Brendel, den Kanalabschnitt zwischen der Grube Churprinz und dem Annaer Wehr unterhalb der Einmündung des Münzbachs in die Freiberger Mulde auf etwas höherem Niveau neu anlegen. Dadurch konnte der Kanal erheblich verkürzt, Schleusen eingespart und damit die Transportzeit von der Grube bis zur Hütte auf knapp 3 Stunden verkürzt werden.

#### Einstellung des Erztransports

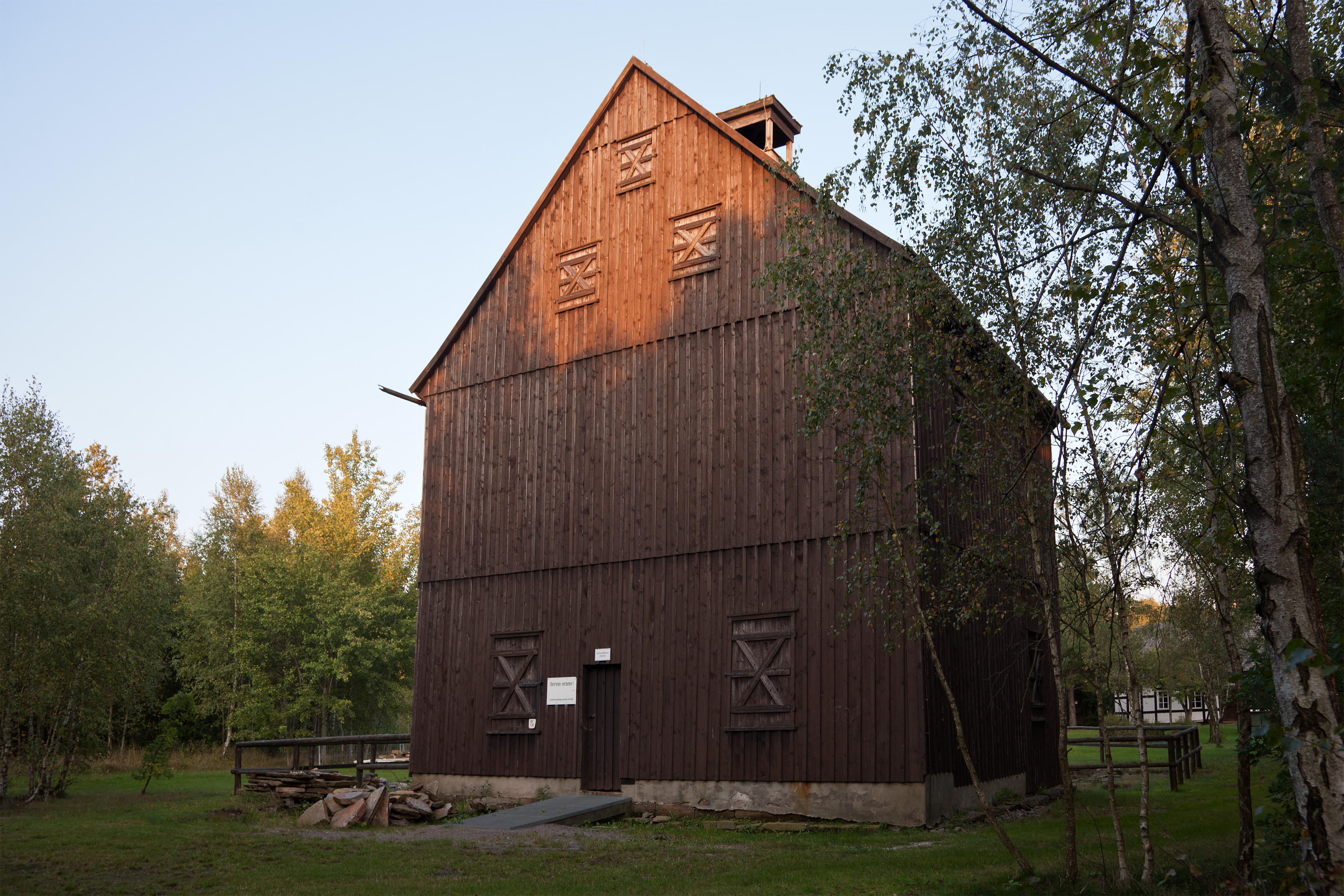
Treibehaus auf dem 7. Lichtloch des Rothschönberger Stolln

1868 wurde der nunmehr wirtschaftliche Erztransport jedoch wieder eingestellt. Seit 1844 wurde am großen Wasserlösungsstollen des Freiberger Reviers, dem Rothschönberger Stolln, gebaut. In unmittelbarer Nähe des Kahnhebehauses lag dessen siebtes Lichtloch. Ab 1868 wurde ein Großteil des Wassers aus dem oberen Kanalteil zum Betrieb der Maschinen dieses Lichtloches benötigt. Daher wurde dessen Niveau durch Aufstauung um eine Elle (= 0,57 Meter) erhöht. Diese Niveauerhöhung verursachte am 27. März 1868 einen Dammbruch, Schäden an weiteren Kanalstellen sowie die Einstellung des Lichtlochbetriebes und des Erztransports.
Nach der Dammreparatur wurde der Erztransport nicht wieder aufgenommen, da nach Gutachten des Oberkunstmeisters Friedrich Wilhelm Schwamkrug die neuen Turbinen im siebten Lichtloch mehr Aufschlagwasser erforderten, beim Passieren der Aufstauung jedes Kahnes dieses jedoch zum Nachteil des Lichtlochbetriebes abgelassen werden musste. Nach Schwamkrug wurde damit die Leistung der Turbinen um ein Viertel vermindert.
Die Verwaltung des Rothschönberger Stollns war bereit, die Mehrkosten des Erztransportes auf dem Landweg zu tragen, wobei sich diese als nur geringfügig herausstellten. Nach fast 80 Jahren Kanalbetrieb wurde der Erztransport nun wieder mit Pferdefuhrwerken abgewickelt.
Das durch den Kanal herangeführte Wasser des 1823 angelegten Abschnitts wurde dagegen bis zur Einstellung des Bergbaus auf Churprinz weiter zur Energiegewinnung, Wasserhaltung und Erzaufbereitung genutzt. 1900 wurde der Bergbau auf dieser Grube eingestellt. Am 26. September 1900 wurde letztmals Erz zur Hütte Halsbrücke geliefert. Der Erzwagen war hierbei durch Kränze mit Trauerschleifen geschmückt.

#### Nachnutzung durch das Pappenwerk Großschirma
Nach der Einstellung des Bergbaus auf Churprinz entstand 1901 auf dem ehemaligen Grubengelände, nahe dem Muldenufer eine Holzschleiferei für Pappe und Fasergussproduktion – ab 1912 wurden hier Bierdeckel hergestellt.
Den 1823 neu angelegten Teilabschnitt vom Annaer Wäschwehr bis nach Großschirma nutzte das Werk als Brauchwasserzufuhr.
Hierfür erfolgten kleinere Umbauten am betreffenden Kanalabschnitt. So wurden am Annaer Wäschwehr Wehreinrichtungen (Schützen) eingebaut, die teilweise bis heute erhalten sind. Da jedoch hohe Unterhaltungskosten für den Kanal aufliefen, wurden zu DDR-Zeiten vom „VEB Pappenwerk Groß-Schirma“ nur unaufschiebbar notwendige Reparaturen ausgeführt. Daher wurde der Kanalteil zwischen dem Annaer Wäschwehr und der Einmündung des Kleinwaltersdorfer Baches in den Kanal in den 1960er Jahren aufgegeben. Seit die Brauchwasserzufuhr allein durch den Kleinwaltersdorfer Bach und den in einem Seitental gelegenen Zechenteich erfolgte, verspündete man den Kanal unmittelbar hinter einem vor dem Mundloch der 118 Meter langen Kanalrösche liegenden Wasserabschlag im Tal der Freiberger Mulde. Damit wurde ein Vordringen des Wassers entgegen der Fließrichtung verhindert. Später, noch zu DDR-Zeiten, wurde eine Wasserleitung vom Zechenteich zum Pappenwerk errichtet, welche teilweise direkt im Kanal verlegt wurde.
Nach dem August-Hochwasser 2002 wurde der Kanal nebst Zechenteich von jeglicher Nutzung durch den damaligen Werksbesitzer losgelöst. Im Gegenzug wurde auf dem Betriebsgelände ein Brunnen gebaut, welcher fortan den Brauchwasserbedarf deckte.

### Kanalverlauf

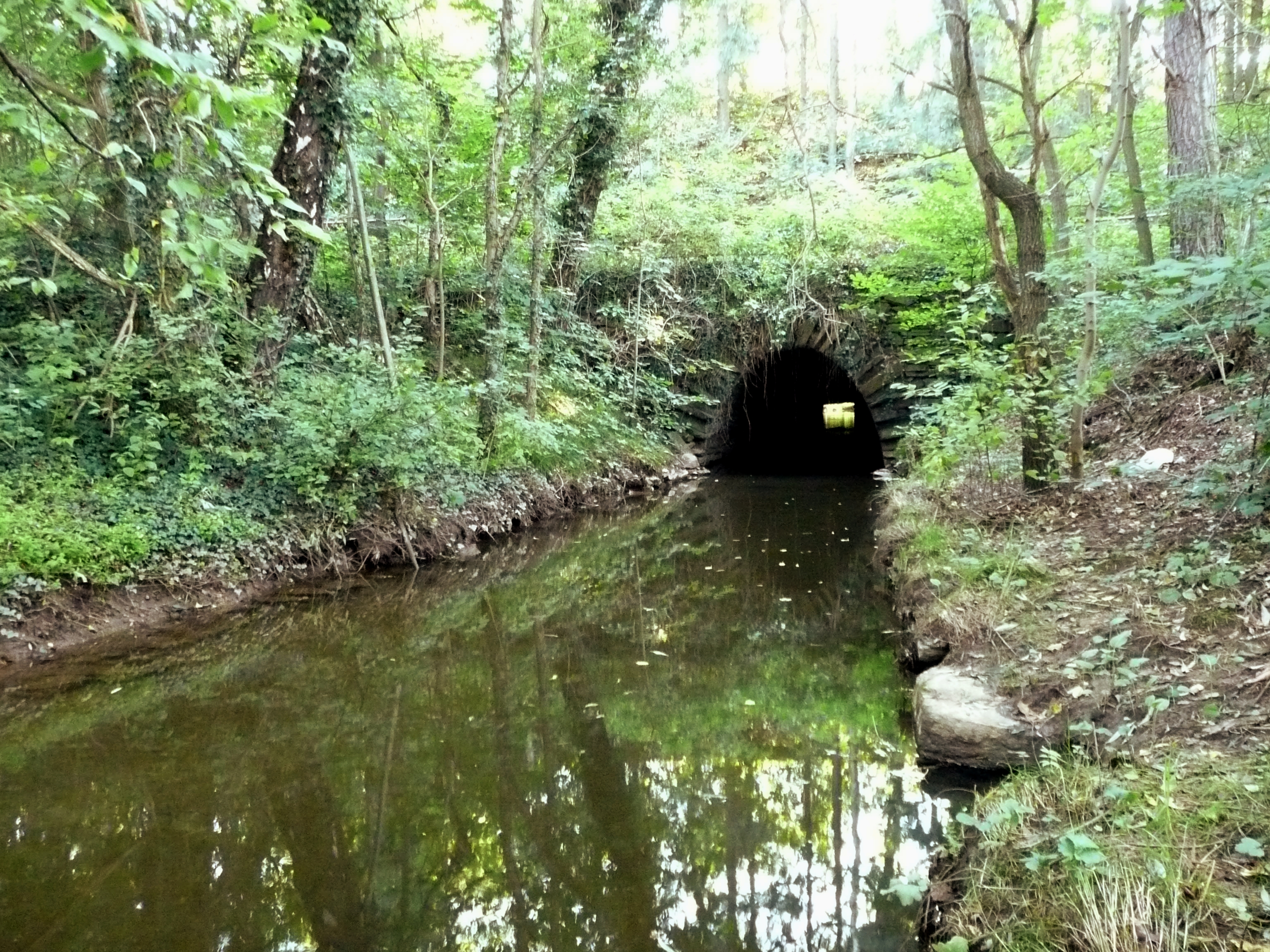
Mundloch der Kanalrösche (ab 1823) im Tal des Kleinwaltersdorfer Baches – Blick durch die Rösche zum Mundloch im Tal der Freiberger Mulde

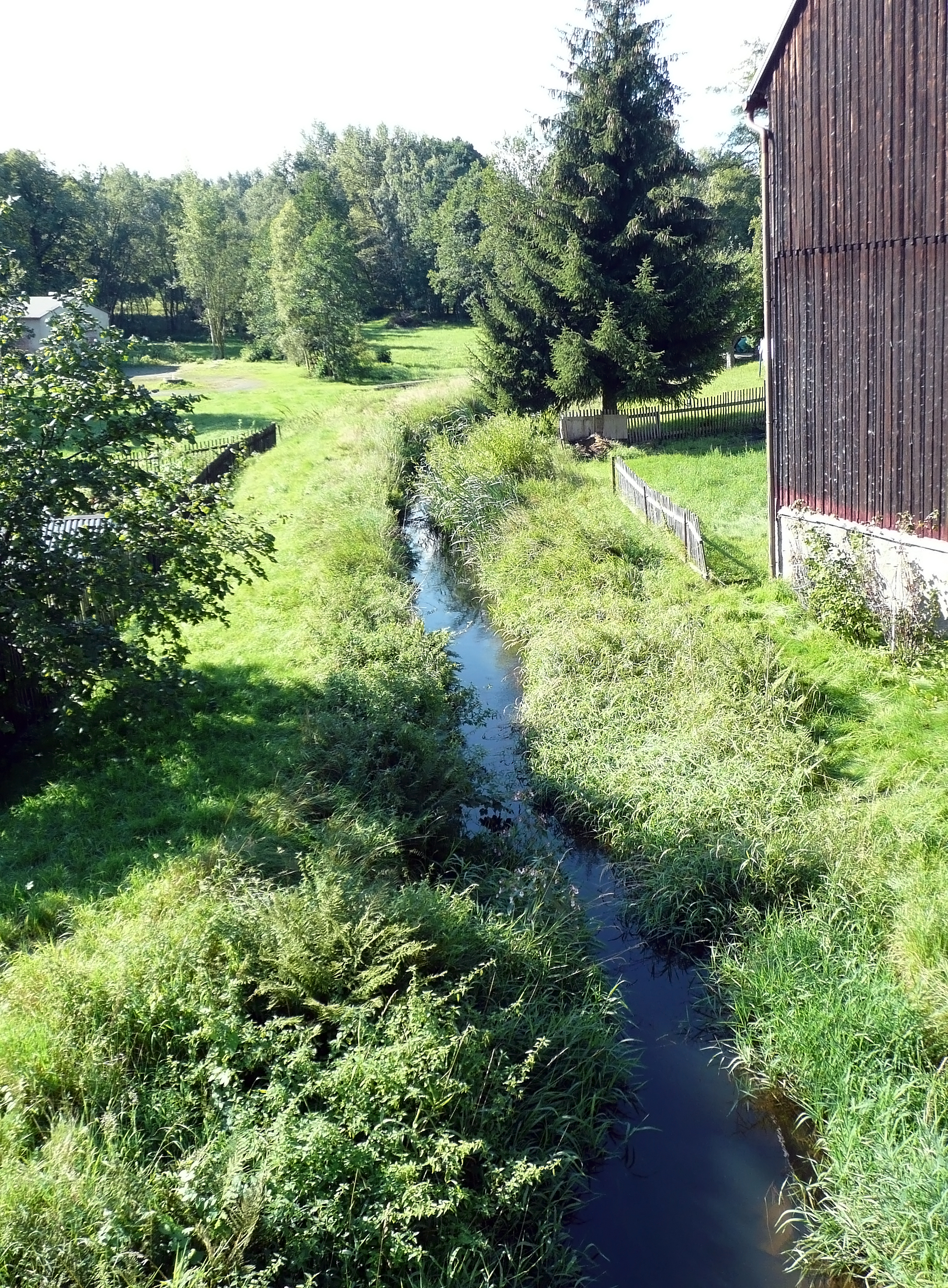
Verlauf (ab 1823) in Großschirma, nahe dem unteren Endpunkt

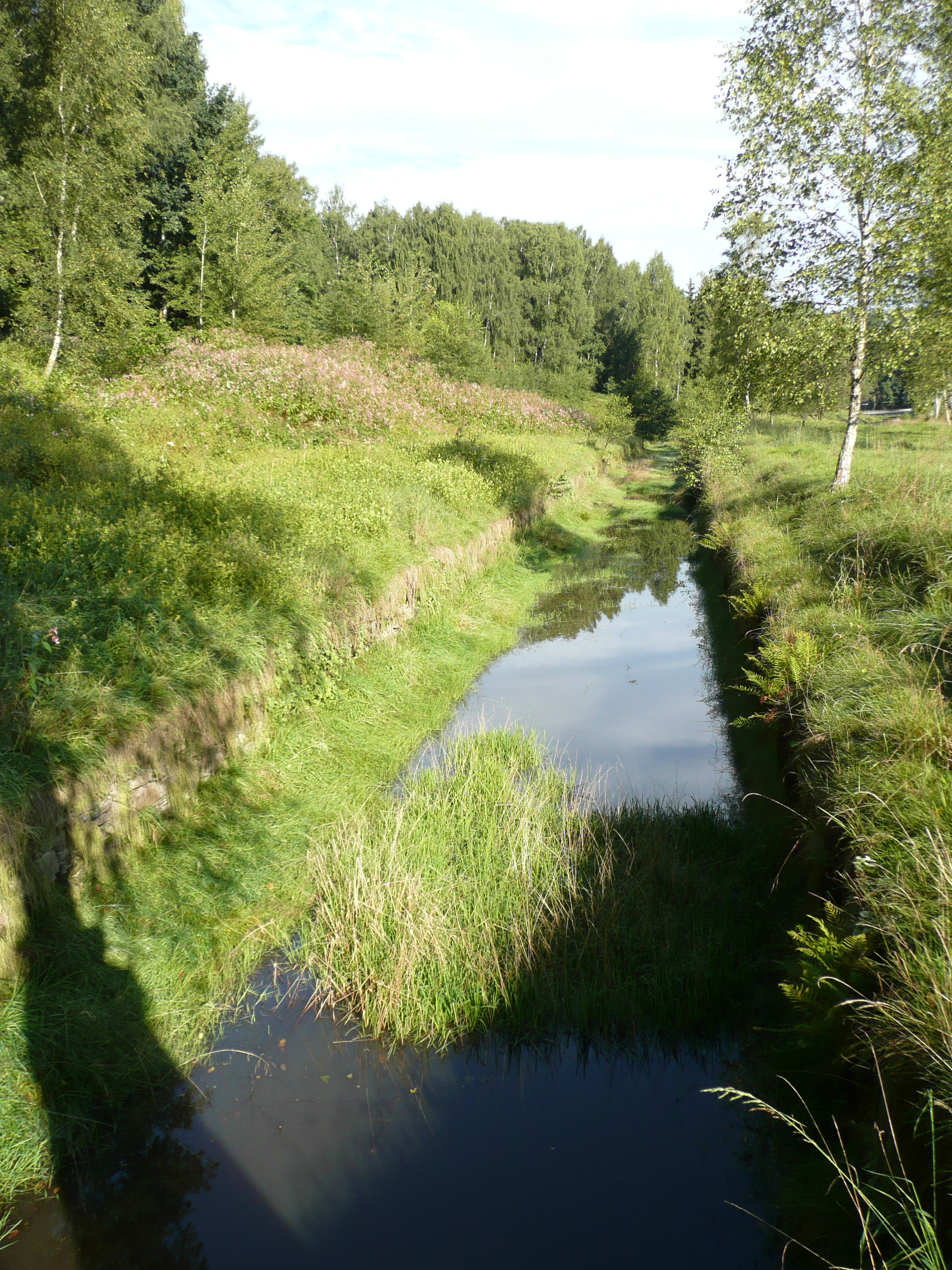
Ins Gelände eingebetteter Verlauf (ab 1823) unmittelbar hinter dem „Annaer Wäschwehr“

#### Verlauf bis 1823
Das untere Ende des Kanals lag südlich der Pochwerke der Grube Churprinz unweit des Westufers der Freiberger Mulde. Sodann verlief er etwa 240 Meter auf einem bis zu 10 Ellen (= 5,8 Meter) breiten Damm in südliche Richtung. Unterhalb der Großschirmaer Mühle, die aus dem Kanal Wasser für einen Mahlgang und ihr Sägewerk erhielt, war dieser gemauert. Bemerkenswert ist, dass der Abzugsgraben nach Vereinigung mit dem Graben des Sägewerkes nicht in die Mulde entlassen wurde, sondern über einen Kunstgraben einem Pochwerk der Grube Churprinz zugeführt wurde und das Wasser damit ein zweites Mal genutzt werden konnte. Auch überquerte der nördlich der Mühle verlaufende Dorfbach zuerst diesen Abzugsgraben, um darauffolgend vor der Einmündung in die Mulde den höher verlaufenden Kanal zu unterqueren.
Bis zum Wehr der vorgenannten Mühle verlief der Kanal in das Gelände eingebettet. Unmittelbar vor dem Abzweig des Kanals aus dem Wehrteich waren 2 Schützen aus Rundbäumen im Abstand von 12 Metern eingebaut, die allein der Beruhigung der Strömung und nicht als Hebewerk dienten. Für die sich anschließenden 138 Meter wurde der Rückstau des Wehrteiches und damit die Mulde mitgenutzt, bevor westlich der Wäsche der Grube St. Anna der zweite Kanalabschnitt begann. Hier wurden wieder zwei Schützen aus Rundbäumen passiert, die diesmal als Schleuse fungierten und einen Höhenunterschied von 1 ⅜ Lachter (= 2,72 Meter) ausglichen. Nach etwa 100 Metern wurde die Annaer Wäsche erreicht, die weiteren 350 Meter bis zum Abzweig dieses Kanalabschnittes beim Annaer Wäschwehr basierten auf dem Ausbau des Aufschlaggrabens dieser Wäsche. Unmittelbar vor dem Abzweig waren gleichsam 2 Schützen eingebaut, die vermutlich ebenfalls nur der Strömungsberuhigung dienten.
Der Rückstau dieses Wehrs reichte bis etwa 100 Meter unterhalb des Münzbaches und wurde hier auf voller Länge ausgenutzt. Der nächste Kanalabschnitt folgte am gegenüberliegenden Ostufer. Nach etwa 215 Metern stromaufwärts der Einmündung lag eine Schleuse mit zwei Zugtoren, die einen Höhenunterschied von 47 Zoll (= 1,1 Meter) ausglich. Darauffolgend wurde die Altväterbrücke unterquert, der Abzugsgraben der Rothenfurther Mühle aufgenommen und eine Schleuse mit unbekannter Hubhöhe durchfahren. Auf diesem Abschnitt war der Kanal bis zu 8 Ellen (= 4,5 Meter) tief ins Gelände eingeschnitten. Eine weitere Schleuse soll sich oberhalb der Mühle vor dem Abzweig aus der Mulde befunden haben. Etwas weiter stromaufwärts begann auch der Aufschlaggraben der Mühle, wobei dieser und der Kanal mit Schützen versehen waren, bevor der Kanal als Abzweig am Wehr der Rothenfurther Mühle seinen Lauf nahm.
Auf den folgenden etwa 150 Metern wurde vermutlich erneut der gesamte Rückstau dieses Wehrs ausgenutzt, wobei die Mulde hier auf ihrer Westseite bis auf 2 Ellen (= 1,15 Meter) vertieft wurde.
Der letzte Kanalabschnitt lag auf der gegenüberliegenden, östlichen Muldenseite. Seinen unteren Endpunkt markierte das Kahnhebehaus, das die Kähne 24 Fuß (= 6,8 Meter) aus dem Stichkanal der Mulde in den Kanal hob. Dies war ausreichend, um bis zur Hütte keine weiteren Schleusen anlegen zu müssen, gilt jedoch nicht als gesichert. Oberhalb des Kahnhebehauses verlief der Graben, hier eine Erweiterung des Aufschlaggrabens zu Porstmanns Eisenhammer, unmittelbar am Muldenufer und war von dieser durch eine 7,3 Meter hohe Mauer getrennt. Nach etwa 2,1 Kilometern, unmittelbar am im Hüttengelände befindlichen Amalgierwerk gelegen, befand sich der obere Endpunkt des Kanals.

#### Verlauf ab 1823
1822/23 wurde der Kanal im unteren Teil zwischen Endpunkt und Einmündung des Münzbaches in die Mulde gänzlich neu angelegt, um die Fallhöhe des Wassers auf Churprinz zu erhöhen.
Erwogen wurde eine Neutrassierung bereits 1818 von Christian Friedrich Brendel, der beauftragt war, Verbesserungen in der Erzaufbereitung der Grube Churprinz zu konzipieren.
Konkret beinhaltete dessen Umbauvariante eine Erhöhung des Annaer Wäschwehrs um eine Elle (0,57 m) sowie einen sich anschließenden Neubau des dort beginnenden Kanalteils in höherem Niveau ohne Schleusen. Dies ergab eine am Endpunkt auf Churprinz um 5 Ellen, 19 Zoll (= 3,28 m) höhere Lage des Kanals und eine dementsprechende Erhöhung der Energieausbeute um etwa 12 PS. Demgegenüber stand ein projektierter Kostenaufwand von 42.306 Talern, nach Berechnung Brendels im Verhältnis zum erzielbaren Energiezuwachs dennoch günstiger als die Nutzung der Pferde- oder Dampfkraft. Nebeneffekt dieser Umbauvariante war die Vereinfachung und damit Beschleunigung des Kahntransportes durch den Wegfall von Schleusen, weshalb man sich für die Realisierung dieser Variante entschied.
Der Bau begann Anfang August 1822, bis Ende des Jahres wurden 471 Lachter (= 940 m) Kanalstrecke fertiggestellt. Im Januar 1823 arbeiteten insgesamt 625 Mann am Kanal. Es wurde ein neues Wehr etwa 190 Meter oberhalb des Annaer Wäschwehrs errichtet, das den dortigen Wasserspiegel um 1 Elle erhöhte. Um eine Erhöhung des bis dahin bestehenden Kanals vor Großschirma um fünf Ellen (= 2,8 m) und damit einer Verbreiterung an der Krone auf bis zu 18 Ellen (= 10 m) zu vermeiden, führte Brendel den Kanal durch eine 59 Lachter (= 118 m) lange Rösche in das Tal des Waltersbaches, wo er in einem langgezogenen Rechtsbogen dem Talverlauf nach Churprinz folgte. Hier trat der Kanal schließlich in die neu herzustellende, 3,28 Meter höher liegende Aufschlagrösche ein. Die Fertigstellung des neuen Kanalabschnittes erfolgte Mitte Oktober 1823, am 25. Oktober erhielten die Kunstgezeuge erstmals Wasser aus dem neuen Kanal. Die Kanallänge betrug nunmehr 5,35 Kilometer; die tatsächlichen Baukosten beliefen sich auf 49.957 Taler.
Im Frühjahr 1824 wurde der alte, entbehrlich gewordene Kanalverlauf mitsamt Schleusen verfüllt und eingeebnet.

### Weiteres
In den ersten Betriebsjahren wurden Interessenten „Lustfahrten“ auf dem Kanal angeboten, die insbesondere die Hebung im Kahnhebehaus beinhalteten. In den folgenden Jahren nahm das Interesse jedoch beständig ab, bis die Fahrten um 1804 noch gelegentlich stattfanden.
1838 besichtigte der sächsische König mit seiner Gemahlin die Halsbrücker Hütte. Danach fuhren sie auf dem Kanal zur Grube Churprinz.
Anfang des Jahres 1893 fror der Kanal infolge einer strengen Kälteperiode bis auf den Grund durch, so dass man ohne Gefahr durch die Kanalrösche gehen konnte. Der Betrieb auf Churprinz musste fast gänzlich eingestellt werden. Um den Kanal aufzueisen, hatten 100 Mann 14 Tage lang zu arbeiten.

### Überreste
Der bis 2002 durch das – mittlerweile stillgelegte – Pappenwerk in Großschirma genutzte Abschnitt von 1823 ist bis heute wasserführend. Er wird vom Kleinwaltersdorfer Bach gespeist.
Vor dem Mundloch der Kanalrösche im Tal der Freiberger Mulde ist er, wie oben genannt, verspündet und auf dem Abschnitt bis zum Annaer Wäschwehr gut erhalten, jedoch teilweise verlandet. Beim Wehr sind noch einige Schützen aus der Zeit der Nachnutzung erhalten, der Kanalbeginn wurde zum Teil in eine Fischtreppe einbezogen. 
Der sich anschließende, rechtsseitig der Mulde liegende Abschnitt lässt sich anhand der Vegetation im Gelände verfolgen, ist jedoch gänzlich verfüllt.
Markantestes Zeugnis des Churprinzer Bergwerkskanals ist das 1988 durch eine Feierabendbrigade des „VEB (B) Bergsicherung Schneeberg“ restaurierte Mauerwerk des Kahnhebehauses bei Halsbrücke.
Der letzte, linksseitig der Mulde liegende Abschnitt ist weitgehend mit Wäschsand der Halde der ehemaligen Grube Beihilfe überkippt. An anderen Stellen wurde das Planum für den Wegebau genutzt. Lediglich unterhalb der „Hammerbrücke“ in Halsbrücke ist auf einem kurzen Stück das ehemalige Kanalbett mitsamt Damm und Ufermauer zur Mulde hin noch sichtbar.

## Christbescherunger Bergwerkskanal

### Geschichte

#### Vorgeschichte und Bau
Überlegungen zur Fortführung des Churprinzer Kanals bis zur Grube Christbescherung bei Großvoigtsberg sind unter anderem dem akuten Wassermangel der Grube in den Jahren 1786/87 zu verdanken. Das Problem wurde durch den Neubau eines drei Kilometer langen Kunstgrabens vom unteren Pochwerk der Grube Churprinz her gelöst. Der damals erbaute Kunstgraben stellte eine ideale Grundlage zur Erweiterung und Verbreiterung zu einem Kanal dar. Die Projektierung zur Anlage des Kanals wurde dem Markscheider Johann Friedrich Freiesleben übertragen, welcher mit Unterstützung eines Stipendiaten der Bergakademie Freiberg innerhalb von vier Wochen nötige Risse und Kostenvoranschläge erarbeitete. Zum 12. Dezember 1790 genehmigte der sächsische Kurfürst dieses Projekt und stellte 7.000 Taler zum Bau zur Verfügung.
Die Bauarbeiten begannen vermutlich bereits im Herbst 1790. Während der Winterpause arbeiteten die Bergleute in ihren Gruben, aus denen sie für die Arbeiten herangezogen wurden. Beim Kanalbau und dem Bau des Kahnhebehauses bei Großvoigtsberg wurden zeitweise 180 bis 200 Arbeiter beschäftigt. Da der bestehende Kunstgraben erweitert wurde, konnte die durch ihn gespeiste Christbescherunger Wäsche während des Baus kein Wasser erhalten und musste vorübergehend stillgelegt werden.

#### Betrieb
Ab dem II. Quartal Trinitatis 1792 konnten erstmals Erze auf dem Kanal transportiert werden – so meldete es Johann Friedrich Freiesleben am 11. Mai 1792 an das Bergamt. Die Nutzung für den Erztransport ist lediglich von der Inbetriebnahme bis etwa 1808, jedoch nicht durchgängig, durch Belege nachweisbar. Die Gründe der Einstellung sind nicht vollständig geklärt. Immerhin ist bekannt, dass viele Schäden den Betrieb beeinträchtigten oder zeitweise zum Erliegen brachten. Im Jahre 1831 sagte man sich gänzlich vom Kanal los. Dennoch stellte der Kanal mit seiner verfügbaren Wassermenge einen großen Nutzen für die Grube Christbescherung dar, so wurde dort ab 1835 eine Wassersäulenmaschine zum Betrieb der Kunstgezeuge eingesetzt.

### Verlauf

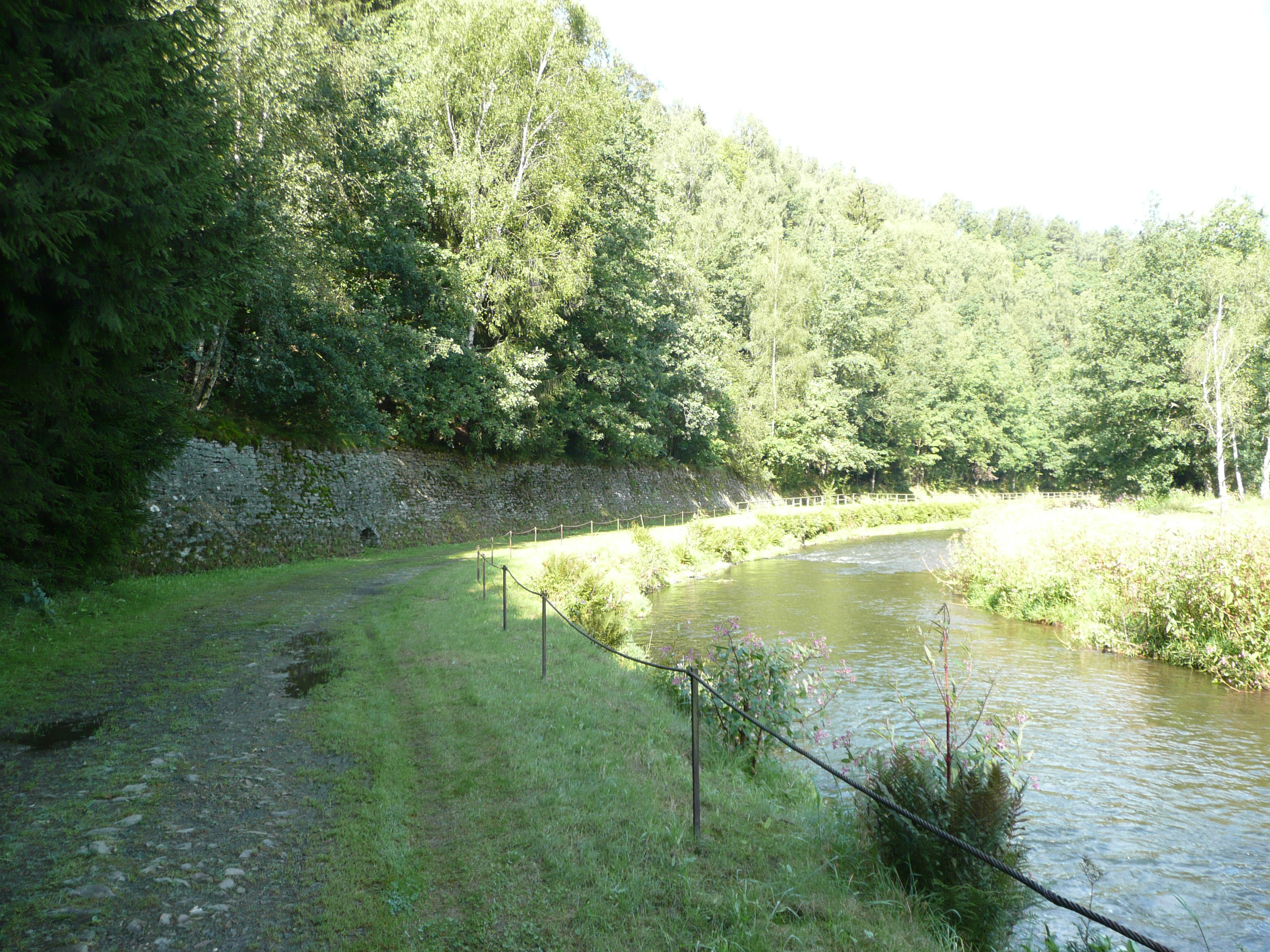
Bruchsteinmauer des später nach Untertage verlegten Kanals bis zum Kahnhebehaus

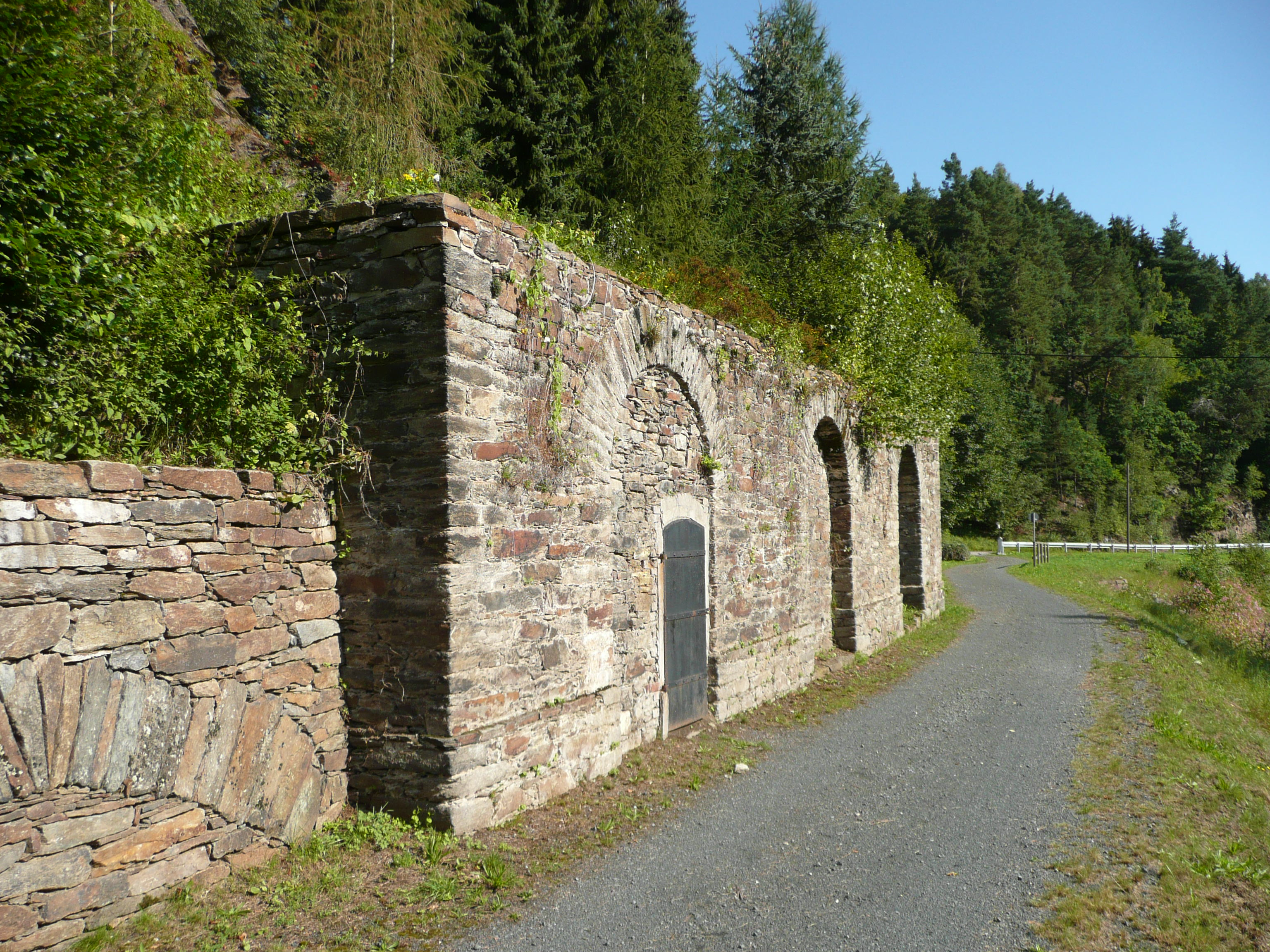
Erhaltenes Mauerwerk des Kahnhebehauses bei Großvoigtsberg unweit der Grube Christbescherung

Der Kanal begann an den Pochwerken der Grube Churprinz. Beginnend von einer Schleuse unmittelbar neben dem Ladehaus führt ein Kanalstück neben dem dortigen Pochwerk zu dessen Abzugsgraben. Der dem Gefälle des Pochwerk-Kunstrades entsprechende Höhenunterschied von etwa 1,34 Metern wurde mit der 23 Meter langen und 4,5 Meter breiten Schleuse überwunden. Darauf folgend verlief der Kanal auf kurze Distanz nahe der durch Ufermauern gesicherten Mulde. Anschließend verlief der Kanal bogenförmig 830 Meter innerhalb des Muldenbogens bis zur nach dem dortigen Grundstücksbesitzer benannten „Schumann-Schleuse“, in welcher die Kähne 5 Ellen (= 2,8 m) gehoben bzw. abgesenkt wurden. Nach weiteren etwa 190 Metern nahm der Kanal das Wasser der Churprinzer Kunsträder über eine Abzugsrösche auf. Folgend wurde ein etwa 20 Meter langer Felsvorsprung durchtunnelt und unmittelbar darauf Wasser aus dem Mundloch des Friedrich Erbstolln aufgenommen. Weiter verlief der Kanal in einigem Abstand parallel zur Mulde.
Etwa 400 Meter südlich des Kahnhebehauses am unteren Kanalende beginnt eine 3,2 Meter hohe und sich bis zum Hebehaus erstreckende Böschungsmauer.
Den unteren Endpunkt bildete das genannte Kahnhebehaus. Der etwa drei Kilometer lange Kanal lag an dieser Stelle etwa sechs Meter über dem Niveau der am Hohentanner Wehr aufgestauten Mulde. Ab diesem Wehr begann der rechts abzweigende Kunstgraben zur Grube Alte Hoffnung Gottes, den man in seinem ersten Teil zum Kanal erweiterte. Den Höhenunterschied zwischen den Kanalteilen sollten später die Kähne von der Grube Alte Hoffnung Gottes in einem Hebehaus überwinden, das am Ende dieses Kanals errichtet wurde. Wegen der nicht fertiggestellten Kanalverlängerung nach Obergruna wurde es jedoch nie genutzt.
Zwar wurde das Ladehaus der Grube Christbescherung am Unterwasser errichtet, jedoch wurde 1792 von dort eine Huntstrecke bis zum Oberwasser angelegt, von der angenommen werden kann, dass sie als schiefe Ebene zur Verladung am Oberwasser genutzt wurde und damit die zeit- und personalaufwendige Hebung umging.

### Besonderheiten
Da die Wassermenge aus dem Churprinzer Kanal und dem oberen Churprinzer Kunstgraben für eine Schiffbarkeit mit Kähnen vermutlich nicht ausreichte, ließ Mende das etwa 400 Meter unterhalb der Pochwerke am gegenüberliegenden Muldenufer liegende Mundloch des Anna-Stollns anzapfen. Dessen Grubenwasser floss bis dahin ungenutzt in die Mulde ab. Der Kanal lag geringfügig tiefer als die Sohle der Stollnrösche und Mende ließ einen Düker durch die Mulde errichten, um das Wasser des Anna-Stollns direkt in den Kanal zu leiten.

### Überreste
Ende des 19. Jahrhunderts wurde der ehemalige Kanal auf dem Gelände des Pappenwerkes verrohrt. Der Verlauf ist lediglich anhand von Revisionsschächten im Gelände sichtbar. Über den verrohrten Abschnitt wurden zu DDR-Zeiten Abwässer des Werkes in Klärteiche und danach in die Mulde geleitet. Über ein Mundloch – mit der Jahreszahl 1890 im Schlussstein – tritt er vor den Klärteichen wieder zutage.
Der folgende Kanalverlauf lässt sich noch anhand der Vegetation im Gelände verfolgen. Auf den letzten 700 Metern, beginnend ab der gemauerten Überquerung des „Höllbaches“ ist das Kanalbett noch deutlich sichtbar. Es verläuft teils durch Fels gehauen und zur Mulde hin durch bis zu 5 Meter hohe Trockenmauern gesichert, bis es am Kahnhebehaus endet.
Gleichermaßen wie beim Churprinzer Bergwerkskanal ist auch beim Christbescherunger Bergwerkskanal das Kahnhebehaus das markanteste und zugleich besterhaltene Überbleibsel. Es wurde im Rahmen einer Arbeitsbeschaffungsmaßnahme in den Jahren 1998/99 durch das „Institut zur Förderung des Umweltschutzes e. V., NL Freiberg“ restauriert.

## Unvollendete Kanalverlängerung nach Obergruna

### Geschichte

#### Vorgeschichte
1771 bis 1773 wurde unter Leitung von Johann Friedrich Mende das erste Kunstgezeug der Grube Alte Hoffnung Gottes Erbstolln errichtet. Die Radstube befand sich ungefähr bei der oberen Wäsche. Zur Heranführung des Aufschlagwassers wurde gleichzeitig ein 2,3 Kilometer langer Kunstgraben angelegt, der beim Hohentanner Wehr unterhalb der Wäsche der Grube Christbescherung linksseitig von der Mulde abgezweigt wurde. Mit Einbau der untertägigen Kunsträder wurde das übertägige Kunstrad abgebrochen und der Verlauf des Grabens leicht abgeändert.
Ebenso wie beim Christbescherunger Bergwerkskanal bildeten auch hier ein Kunstgraben und ein Aufschlagwassergraben ideale Grundlagen für eine Erweiterung bzw. Verbreiterung in Richtung der Grube Gesegnete Bergmannshoffnung.

#### Bau
Die Bauarbeiten standen in Zusammenhang mit denen des Christbescherunger Bergwerkskanals, da bereits in dessen Planungen die Verlängerung bis zur Gesegneten Bergmannshoffnung vorgesehen war. Die Umsetzung des Projektes konzentrierte sich jedoch vordergründig auf den ersten Teilabschnitt bis zur Grube Christbescherung. Der Bau des sich anschließenden Teils wurde lediglich in Abschnitten begonnen und nicht zu Ende geführt.
Grund für den Bauabbruch war höchstwahrscheinlich die ab 1793 belegbare, deutlich zurückgehende Erzförderung der Gruben Christbescherung und Gesegnete Bergmannshoffnung. Dadurch wurde der Transportbedarf stark reduziert.

### Verlauf
Der Kanal verlief als Erweiterung des bestehenden Kunstgrabens zum Alte Hoffnung Gottes Erbstolln ausgehend vom Hohentanner Wehr zuerst am westlichen Muldenufer parallel zur Mulde in nordöstliche Richtung. Etwa 400 Meter nördlich der Muldenbrücke zwischen Hohentanne und Großvoigtsberg lässt sich das Ende des Kunstgrabenausbaus erkennen. Bis zu diesem Punkt betrug die Breite 2,25 Meter, die Breite des Kunstgrabens danach etwa einen Meter.
Geplant war, dass sich der Verlauf von Kunstgraben und Kanal nach etwa 1,6 Kilometern trennen. Letzterer sollte über eine Schleusentreppe in den Wehrteich der Kleinvoigtsberger Mühle hinuntergeführt werden. In den Vorverhandlungen zum Bau wurde an dieser Stelle auch ein Kahnhebehaus als mögliche Alternative vorgesehen. Vom Niveau des Wehrteichs zweigte ein bereits bestehender, 600 Meter langer Graben ab, der Aufschlagwasser für die Kleinvoigtsberger Mühle und die Erzwäsche der Grube Alte Hoffnung Gottes Erbstolln lieferte. Nach dem geplanten Ausbau zum Kanal sollten diese weiterhin Aufschlagwasser über einen neuen Abzweig erhalten. Nördlich der Wäsche sollte der Kanal mittels Doppelschleuse in die Mulde führen, wobei der Graben südlich der Wäsche auf einem 3–5 Ellen (= 1,7–2,8 m) hohen Lehmdamm mit senkrechter Mauer von 4 Ellen (= 2,3 m) Höhe verlief und auch nördlich der Wäsche eine Breite von 5,5 Ellen (= 3,1 m) aufwies. Dies deutet darauf, dass die Erweiterung zum Kanal in diesem Bereich abgeschlossen war. Folgend sollte der Rückstau des Wehrteiches der Grube Gesegnete Bergmannshoffnung ausgenutzt werden, bevor ein letztes Kanalstück am Wehr beginnend zur Wäsche der vorgenannten Grube führen und dort seinen Endpunkt haben sollte.

### Überreste
Der Verlauf lässt sich auf den ersten etwa 800 Metern lediglich erahnen. Erst vor dem ersten Prallhang am linken Ufer der Mulde ist der ehemalige Kanalverlauf, in Fels gehauen und durch Ufermauern gesichert, sichtbar. Teile der Mauern wurden jedoch beim Hochwasser 2002 weggespült. 
Das Ende des Ausbaus des Kunstgrabens zum Kanal lässt sich anhand der abrupten Breitenänderung im Fels erkennen.